# Dasyvalgus obsoletus
Dasyvalgus obsoletus är en skalbaggsart som beskrevs av Moser 1917. Dasyvalgus obsoletus ingår i släktet Dasyvalgus och familjen Cetoniidae. Inga underarter finns listade i Catalogue of Life.